# Disinibizione
La disinibizione è riconosciuta dal punto di vista medico come un orientamento verso la gratificazione immediata, che porta a comportamenti impulsivi guidati da pensieri, sentimenti e stimoli attuali, senza riguardo per l'apprendimento passato o considerazione per le conseguenze future. In psicologia, è definita come una "mancanza di moderazione" che si manifesta in diversi modi, come l'ignoranza delle convenzioni sociali, l'impulsività e la scarsa valutazione del rischio. È anche la libertà di agire secondo le proprie pulsioni o i propri comportamenti e sentimenti interiori, con meno riguardo per i vincoli imposti dalle norme culturali o dal proprio super-io, e l'esclusione di qualsiasi influenza inibitoria o limitante. Questo comportamento influisce sugli aspetti motori, istintivi, emotivi, cognitivi e percettivi con segni e sintomi simili ai criteri diagnostici per la mania. Ipersessualità, iperfagia, abuso di sostanze, cattiva gestione del denaro, frequenti errori grossolani e scoppi aggressivi sono indicativi di pulsioni istintive disinibite.
Alcune sostanze psicoattive che hanno effetti sul sistema limbico del cervello possono indurre disinibizione.

## Concetto clinico
Secondo Grafman e altri, la disinibizione è una mancanza di controllo inibitorio manifestata in diversi modi, che colpisce gli aspetti motori, istintivi, emotivi, cognitivi e percettivi con segni e sintomi come (ad esempio) impulsività, disprezzo per gli altri e le norme sociali, scoppi aggressivi, cattiva condotta e comportamenti oppositivi, pulsioni istintuali disinibite, inclusi comportamenti rischiosi e ipersessualità. La disinibizione è un sintomo comune a seguito di lesioni o lesioni cerebrali, in particolare al lobo frontale e principalmente alla corteccia orbitofrontale. Le sequele neuropsichiatriche a seguito di lesioni cerebrali potrebbero includere un deterioramento cognitivo diffuso, con deficit più evidenti nel tasso di elaborazione delle informazioni, attenzione, memoria, flessibilità cognitiva e risoluzione dei problemi. Si osservano frequentemente impulsività prominente, instabilità affettiva e disinibizione, secondarie a lesioni alle aree frontali, temporali e limbiche. In associazione con i tipici deficit cognitivi, queste sequele caratterizzano i "cambiamenti di personalità" frequentemente osservati nei pazienti con trauma cranico (o lesione cerebrale traumatica).
Le sindromi da disinibizione, nelle lesioni cerebrali e negli insulti inclusi i tumori cerebrali, gli ictus e l'epilessia vanno da comportamenti sociali leggermente inappropriati, mancanza di controllo sul proprio comportamento alla mania conclamata, a seconda delle lesioni in specifiche regioni del cervello. Diversi studi sui traumi cerebrali e sugli insulti hanno dimostrato associazioni significative tra sindromi disinibitive e disfunzioni delle cortecce orbitofrontali e basotemporali, che interessano le funzioni visuospaziali, la somatosensazione e la memoria spaziale, i comportamenti motori, istintivi, affettivi e intellettuali.
Sono state riportate anche sindromi da disinibizione con manifestazioni maniacali in età avanzata con lesioni alla corteccia orbitofrontale e basotemporale che coinvolgono connessioni limbiche e frontali, specialmente nell'emisfero destro. La disinibizione comportamentale come risultato di un danno al lobo frontale potrebbe essere vista come risultato del consumo di alcol e di farmaci depressivi del sistema nervoso centrale, ad esempio le benzodiazepine che disinibiscono la corteccia frontale dall'autoregolazione e dal controllo. È stato anche affermato che l'ADHD, il sottotipo iperattivo/impulsivo ha una disinibizione comportamentale generale al di là dell'impulsività e molte morbilità o complicanze dell'ADHD, come (ad esempio) disturbo della condotta, disturbo antisociale di personalità, abuso di sostanze e comportamenti di assunzione di rischio sono tutte conseguenze di non trattati disinibizione comportamentale.